# 高島 (得克薩斯州)
高岛（High Island）是位于美国得克萨斯州加尔维斯顿县玻利瓦尔半岛的一个非建制地區，截至2000年，該地區人口有500人。休斯敦奥杜邦协会（Houston Audubon Society）在高島经营着四个鸟类保护区，因而高島是美國著名的观鸟胜地。 